# Алгоритм Кіруса — Бека
Алгоритм Кіруса — Бека (англ. Cyrus — Beck) — алгоритм відсікання відрізків довільним опуклим багатокутником. Був запропонований як ефективніша заміна алгоритму Коена — Сазерленда, який виконує відсікання за кілька ітерацій.

## Опис алгоритму
Відрізки, що відсікаються представляються в параметричному вигляді:
{\displaystyle p(t)=p_{0}+t(p_{1}-p_{0}),t\in [0,1]}
де
p0, p1 — координати початку і кінця відрізка відповідно,
t — параметр.
Кожен відрізок, що відсікається, містить координати початку і кінця, а також два параметра tA та tB, що відповідають початку і кінцю відрізка.
Для кожного відрізка, що відсікається P виконуються наступні дії:
- Ребра багатокутника, що відсікає, обходяться проти годинникової стрілки. Для кожного ребра E обчислюється параметр tE, що описує перетин E з прямою, на якій лежить відрізок P. Обчислюється скалярний добуток вектора E та зовнішньої нормалі N, в залежності від знака якого виникає одна з наступних ситуацій:
  - E · N < 0 — відрізок P спрямований з внутрішньої на зовнішню сторону ребра E. У цьому випадку параметр tA замінюється на tE, якщо tE > tA.
  - E · N > 0 — відрізок P спрямований із зовнішньої на внутрішню сторону ребра E. У цьому випадку параметр tB замінюється на tE, якщо tE < tB.
  - E · N = 0 — відрізок P паралельний ребру E. Відрізок P відкидається як невидимий, якщо знаходиться праворуч від E.
- Якщо tA {\displaystyle \leq } tB, то задана параметрами tA та tB частина відрізка P видима. В іншому випадку відрізок P повністю невидимий.